# Бреза (община)
Община Бреза (босн. и хорв. Opština Breza, серб. Општина Бреза) — боснийская община, расположенная в центральной части Федерации Боснии и Герцеговины. Административным центром является город Бреза. Община известна благодаря своей угольной промышленности.

## Население
По переписи населения 1991 года в общине проживали 17317 человек в 28 населённых пунктах. По оценке на 2012 год, в общине проживают 14070 человек. С 1995 года община является частью Федерации Боснии и Герцеговины.

## Известные уроженцы
- Сиротанович, Алия (1914—1990) — Герой социалистического труда Социалистической Федеративной Республики Югославия.